# Размер движения
Разме́р движе́ния — в транспорте, в самом общем случае, количество транспортных средств или перевезённой ими полезной нагрузки (грузы, пассажиры), прошедших через заданный транспортный узел, воспользовавшихся заданной магистралью, каналом и т. п.
Размер движения (N) указывается вместе со временным периодом ({\displaystyle T}), за который производился учёт, что позволяет связать это понятие с понятием пропускной способности участка (C):
{\displaystyle C={\frac {N}{T}}.}
Основное применение термин получил в железнодорожном транспорте, где устойчиво используется для учёта нагрузки:
- В случае однопутной линии — измеряется в количестве поездов,
- В случае двухпутной линии — измеряется в количестве пар поездов (одна пара — «туда» и «обратно»),
- Для учёта нагрузок на пассажирский терминал — измеряется в количестве обслуженных пассажиров,
- Для учёта нагрузок на грузовой терминал или магистраль — измеряется в количестве (массе) перевезённых грузов[4].

При использовании различных типов поездов на одном и том же участке или узле, можно выделять общий размер движения (всех поездов) и размер движения поезда определённого типа, а также говорить о доле определенного типа поезда в размере движения.